# Araneus ubicki
Araneus ubicki este o specie de păianjeni din genul Araneus, familia Araneidae, descrisă de Levi, 1991.
Este endemică în Costa Rica. Conform Catalogue of Life specia Araneus ubicki nu are subspecii cunoscute.